# كاتدرائية بوريس وجليب (تشرنيغوف)
كاتدرائية بوريس وجليب (بالأوكرانية: Собор Бориса й Гліба)‏، المعروفة أيضًا باسم كاتدرائية بوريسوهليبسكي (بالأوكرانية: Борисоглібський собор)‏، هي كنيسة سابقة ونصب تذكاري معماري في تشرنيغوف، أوكرانيا في عصر ما قبل المغول. يقع بجوار كاتدرائية التجلي في منتزه ديتينيتس.

## التاريخ
صدر الأمر ببناء الكنيسة من قبل ديفيد سفياتوسلافيتش 1120، ودُفن هناك في 1123. تم تشييد الكاتدرائية في موقع مبنى قديم، كما يتضح من بقايا أساسات المبنى.
تضررت كاتدرائية بوريس وجليب، وأُعيد بناؤها عدة مرات طوال فترة وجودها. في بداية القرن السابع عشر، أُعيد بناء المبنى ليصير كنيسة دومينيكانية على يد البولنديين. أُضيف رواق مستدير مثمن الشكل إلى الواجهة الغربية على الطراز الباروكي الأوكراني في القرن السابع عشر. في بداية القرن الثامن عشر، بأمر من إيفان مازيبا، صنع فيليب جاكوب درنتويت من أوغسبورغ الأبواب الملكية الفضية للكنيسة. تضررت الكنيسة بشكل ملحوظ خلال الحرب العالمية الثانية. في 1952-1958، تم ترميم المبنى إلى مظهره الأصلي، اللوحات الجدارية؛ التي غطت جدران الكنيسة بالكاد نجت حتى يومنا هذا.
تم إدراج الكاتدرائية في القائمة المؤقتة لموقع التراث العالمي لليونسكو منذ 1989. حاليا، يقع متحف محمية تشرنيغوف القديمة على أرض الكنيسة.

## معرض

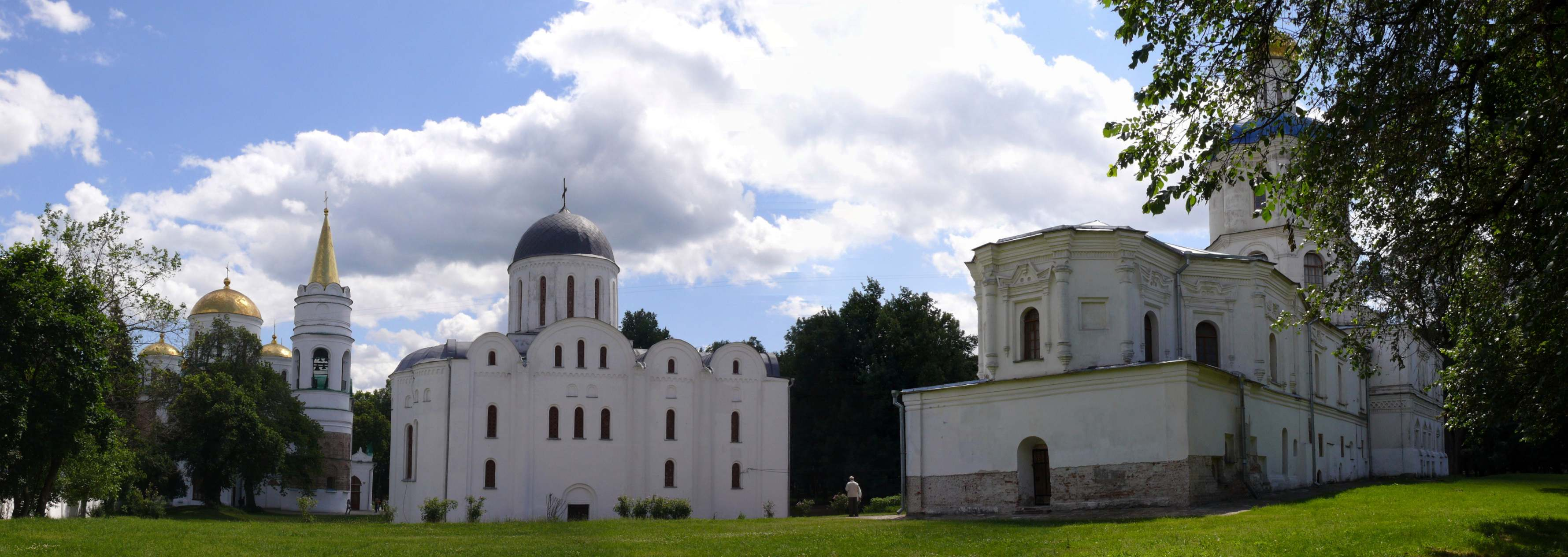
كاتدرائية بوريس وجليب (تشيرنيغوف)

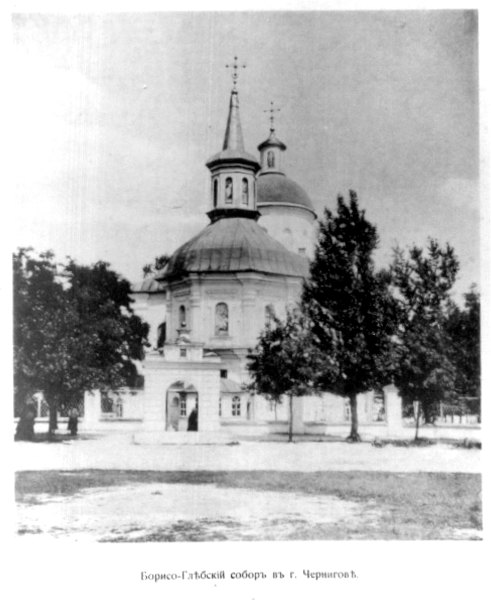
كاتدرائية بوريس وجليب قبل الترميم
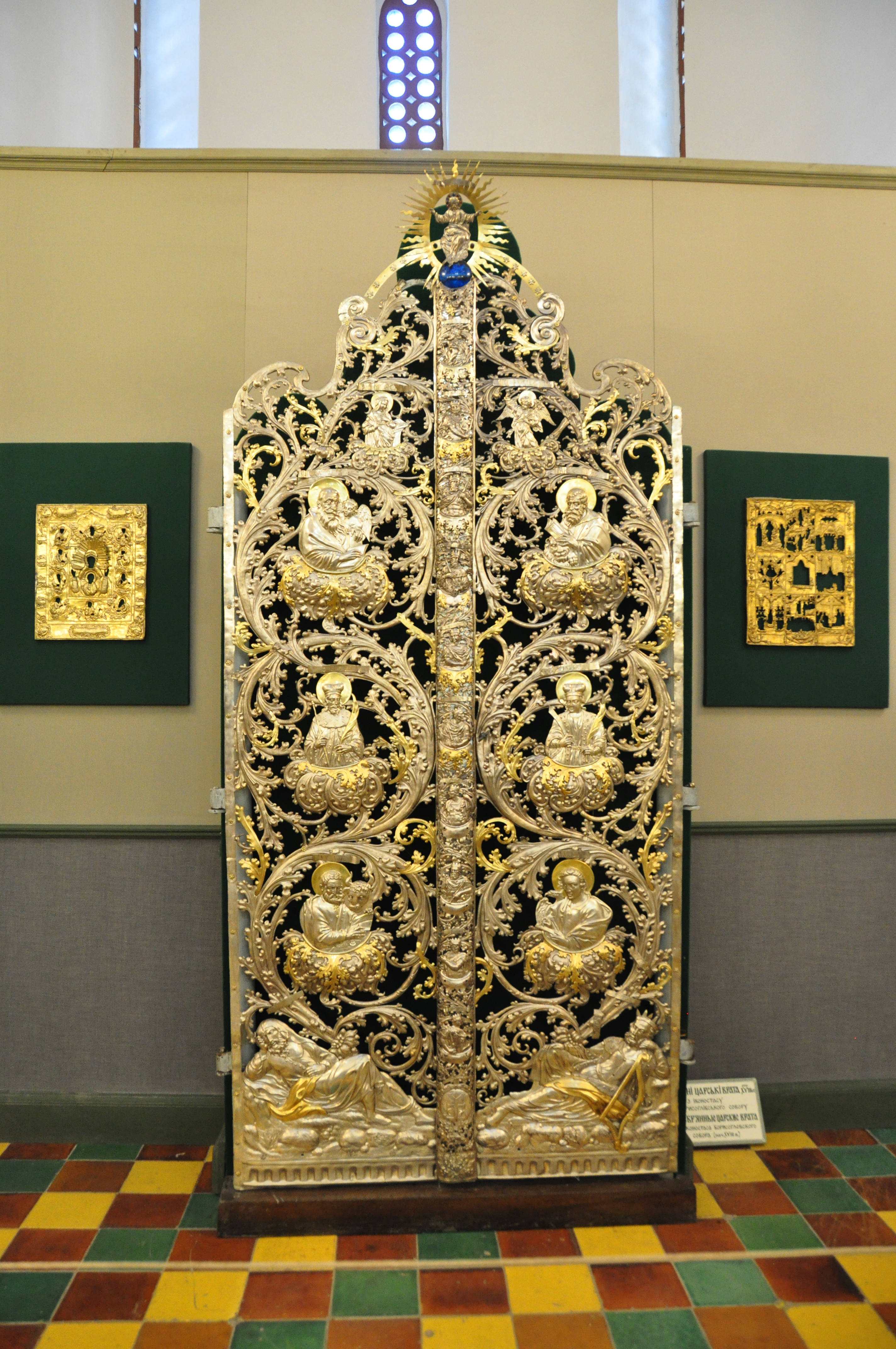
الأبواب الملكية
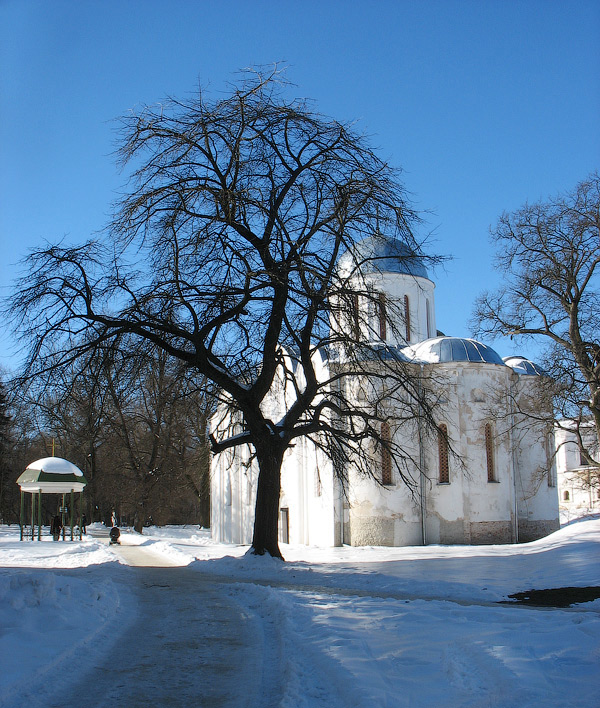